# Халль, Алекс
Алекс Яльмар Халль (швед. Alex Hjalmar Hall; род. 30 октября 2005) — шведский футболист, нападающий «Хальмстада».

## Клубная карьера
Является воспитанником «Хальмстада». В августе 2023 года подписал первый контракт с командой, рассчитанный на три с половиной года. Остаток сезона провёл в молодёжной команде клуба, а с начала 2024 года стал привлекаться к тренировкам с основным составом. Первую игру за главную команду провёл 9 марта в четвертьфинале кубка Швеции с «Броммапойкарной», появившись на поле в конце второго тайма вместо Виктора Граната. 1 апреля во встрече первого тура с «Сириусом» дебютировал в чемпионате Швеции.

## Карьера в сборной
В июне 2023 года был впервые вызван в юношескую сборную Швеции. 15 июня 2023 года дебютировал в её составе в товарищеском матче с Уэльсом.

## Клубная статистика
| Выступление      | Выступление      | Выступление      | Лига | Лига | Кубки | Кубки | Конт. кубки | Конт. кубки | Итого | Итого |
| Клуб             | Лига             | Сезон            | Игры | Голы | Игры  | Голы  | Игры        | Голы        | Игры  | Голы  |
| ---------------- | ---------------- | ---------------- | ---- | ---- | ----- | ----- | ----------- | ----------- | ----- | ----- |
| Хальмстад        | Алльсвенскан     | 2024             | 1    | 0    | 1     | 0     | 0           | 0           | 2     | 0     |
| Хальмстад        | Итого            | Итого            | 1    | 0    | 1     | 0     | 0           | 0           | 2     | 0     |
| Всего за карьеру | Всего за карьеру | Всего за карьеру | 1    | 0    | 1     | 0     | 0           | 0           | 2     | 0     |